# Stora & små mirakel
Stora & små mirakel är en svensk kortfilm från 1999 i regi av Marcus Olsson. Den nominerades till en Oscar för bästa kortfilm år 2000.

## Rollista (urval)
- Brasse Brännström -  Tore Tranåker, kyrkoherde
- Göran Graffman - Giovanni Rossi, sändebud från Vatikanen
- Magnus Krepper - Bosse, lantbrukare
- William Svedberg - Kalle, Bosses son
- Anna Wallander - Eva, Bosses fru
- Eva Stellby - kyrkvärden
- Edwin von Otter - Robin, Kalles kompis